# 2001 KZ76
2001 KZ76, também escrito como 2001 KZ76, é um corpo celeste que está localizado no disco disperso, uma região do Sistema Solar. O mesmo possui uma magnitude absoluta de 7,8 e tem um diâmetro com cerca de 121 km.

## Descoberta
2001 KZ76 foi descoberto no dia 24 de maio de 2001 pelo astrônomo Marc W. Buie.

## Órbita
A órbita de 2001 KZ76 tem uma excentricidade de 0,516 e possui um semieixo maior de 78,997 UA. O seu periélio leva o mesmo a uma distância de 38,220 UA em relação ao Sol e seu afélio a 120 UA.